# Антоніна Доманська
Антоні́на Дома́нська (пол. Antonina Domańska; вересень 1853, Кам'янець-Подільський — †26 січня 1917, Краків) — польська письменниця.

## Біографія
Донька лікаря Олександра Кремера (1813–1880) та його дружини Модести Плонської (1815–1889).
Від 1865 року мешкала в Кракові. Одружилася з лікарем-неврологом Станіславом Доманським.
Дебютувала оповіданнями в журналі «Родинні вечори».